# Jane Shaw
Jane Shaw, född 1910, död 2000, var en brittisk barnboksförfattare.
Hon föddes som Jean Bell Shaw Patrick och växte upp i Glasgow och studerade konst vid universitetet i Glasgow. Medan hon arbetade på ett bokförlag började hon skriva böcker. När hon gifte sig flyttade hon med maken till London. En tid bodde de i Sydafrika.
Mest kända är hennes böcker om Susan (Fifi på svenska). Susan är en mycket hjälpsam flicka som inte bara vill hjälpa sina vänner utan alla hon möter. Ofta går det illa för både den hjälpbehövande och Susan själv, men inget kan hejda Susan. Totalt finns det elva böcker om Susan, men bara åtta är översatta till svenska.

## Böcker utgivna på svenska
- Fina fisken, Fifi, 1965 (Susan pulls the strings)
- Fritt fram, Fifi, 1966 (Susan's helping hand)
- Fara på färde, Fifi!, 1967 (Susan rushes in)
- Det fixar Fifi!, 1968 (Susan interferes)
- Farligt fiffel, Fifi!, 1969 (Susan at school)
- Fula fiskar, Fifi!, 1970 (Susan muddles through)
- Fiffigt, Fifi!, 1971 (Susan's trying term)
- Full rulle, Fifi!, 1972 (No trouble for Susan)

## Länk till en sida om Jane Shaw
- http://www.collectingbooksandmagazines.com/shaw.html